# Bicurga
Bicurga ist ein Ort und ein Verwaltungsbezirk in Äquatorialguinea. Im Jahre 2008 hatte der Bezirk eine Bevölkerung von 2318 Personen.

## Lage
Die Stadt befindet sich in der Provinz Centro Sur auf dem Festlandteil des Staates. Der Ort ist eine wichtige Etappe auf der Strecke zwischen Evinayong im Zentrum der Provinz und Niefang im Norden der Provinz.

## Klima
In der Stadt, die sich nah am Äquator befindet, herrscht tropisches Klima.